# Giovanni e Pietro Becchetti
Giovanni Becchetti (... – Fabriano, 1420 circa) e 
Pietro Becchetti (... – Fabriano, 1421 circa) sono stati due sacerdoti italiani dell'Ordine degli eremitani di Sant'Agostino. 
Il loro culto come beati fu confermato da papa Gregorio XVI nel 1835.

## Biografia
Nati a Fabriano, appartenevano in qualità di cugini alla famiglia Becchetti ed entrambi abbracciarono la vita religiosa tra gli eremitani nel convento della loro città.
Giovanni fu lettore a Rimini e nel 1385 fu inviato ad Oxford per conseguirvi il titolo di magister in teologia; fu reggente dello studio di Perugia.
Pietro fu lettore a Rimini e poi a Venezia: nel 1393 visitò la Terra santa e al suo ritorno fece erigere nel chiostro del convento eremitano di Fabriano la chiesina del Santo Sepolcro.
Morirono entrambi in fama di santità.

## Il culto
Sepolti inizialmente nella tomba comune dei frati, i loro corpi furono in seguito collocati in un'arca nella chiesa agostiniana e nel 1565 furono trasferiti nella chiesina del Santo Sepolcro, nel chiostro del convento.
Papa Gregorio XVI, con decreto del 28 agosto 1835, ne confermò il culto con il titolo di beato.
Il loro elogio si legge nel martirologio romano al 2 luglio.